# Anne Kreis
Pour les articles homonymes, voir Kreis (homonymie).
Anne Kreis est une actrice française.

## Biographie
Anne Kreis fait des études de russe à la Sorbonne (maîtrise de russe, certificats d'allemand, option traduction) sous la direction de Jacques Catteau.[réf. nécessaire]
Parallèlement elle suit les cours de Robert Murzeau au Conservatoire du 14ème arrondissement, puis entre à l'ENSATT. Elle est reçue au Conservatoire National d'Art Dramatique (CNSAD) dans la classe d'Antoine Vitez, en 1970.[réf. nécessaire]
Elle débute en 1972 au cinéma dans Une belle fille comme moi de François Truffaut et, à la télévision dans Les Rois maudits de Claude Barma  où elle interprète Marie de Cressay. Elle est également traductrice (russe, allemand, anglais), dramaturge, metteuse en scène et enseignante d'art dramatique (ESAD, Cours Florent...) et de français langue étrangère à Paris 3 Sorbonne. Elle a également réalisé des audiolivres pour Novaprod.

## Filmographie

### Cinéma
- 1972 : Une belle fille comme moi de François Truffaut
- 1973 : L’Histoire très bonne et très joyeuse de Colinot Trousse-Chemise de Nina Companeez  : amie d'Arabelle, Brigitte Bardot
- 1974 : Verdict d'André Cayatte
- 1979 : French Postcards de Willard Huycks (en anglais)
- 1981 : La Gueule du loup de Michel Léviant
- 1986 : Max mon amour de Nagisa Oshima (en anglais)
- 1987 : Si le soleil ne revenait pas de Claude Goretta
- 1989 : Romuald et Juliette de Coline Serreau
- 1993 : La Cavale des fous de Marco Pico
- 1997 : Francorusse d'Alexis Miansarov
- 1998 : La voie est libre de Stéphane Clavier
- 2000 : Scènes de crimes de Frédéric Schoendoerffer
- 2002 : Thelma de Pierre-Alain Meier
- 2013 : Le Masque de San de Jacques Sarasin
- 2016 : Lutines d'Isabelle Broué:

### Télévision
- 1972 : Le Cygne de Aldo Altit
- 1972 : Les Rois maudits, feuilleton télévisé de Claude Barma : Marie de Cressay
- 1974 : Les Fargeot de Patrick Saglio
- 1975 : Le roi-pêcheur de Michel Tréguer, d'après J.Gracq
- 1978 : Les Cinq Dernières Minutes épisode Techniques douces de Claude Loursais
- 1978 : De l'amour de Michel Tréguer
- 1982 : La Sorcière de Charles Brabant
- 1983 : Les Colonnes du Ciel de Gabriel Axel
- 1985 : Le Réveillon de Daniel Losset :
- 1986 : Le Rapport du gendarme de Claude Goretta
- 1987 : La Vieille Dame et l'Africain, téléfilm de Alain Dhouailly
- 1987 : Les Cinq Dernières Minutes : Mort d'Homme de Joannick Desclers
- 1987 : Souris noire Le Rapt de Pierre Etaix
- 1988 : Les Nuits Révolutionnaires de Charles Brabant
- 1993 : La Fortune de Gaspard de Gérard Blain
- 1993 : Les Mercredis de la vie de Denis Rabaglia; épisode Grossesse nerveuse
- 1996 : Le Crabe sur la banquette arrière de Jean-Pierre Vergne
- 1994 : Les Femmes et les enfants d'abord de Sandra Joxe
- 2000 : L'Enfant de la honte, téléfilm de Claudio Tonetti
- 2000 : Dérives de Christophe Lamotte
- 2001 : La Jeunesse des trois mousquetaires (en) (Young Blades) de Mario Andreacchio : Françoise
- 2002 : Maigret de Claudio Tonetti avec B.Cremer Ep 39 Le fou de Sainte Clothilde
- 2006 : La Grande Peur dans la montagne de Claudio Tonetti
- 2008 : Clara Sheller d'Alain Berliner
- 2010 : La Peau de chagrin de Alain Berliner
- 2011 : RIS police scientifique d'Alexandre Laurent
- 2011 : Vieilles Canailles d'Arnaud Sélignac
- 2013 : Section de recherches d'Eric Leroux
- 2013 : 15 jours ailleurs de Didier Bivel
- 2016 : Parole contre parole de Didier Bivel

## Théâtre
- 1969 : Mon Isménie de Labiche, mise en scène Robert Murzeau
- 1970 : Le Bourgeois gentilhomme de Molière, mise en scène Geneviève Baylac
- 1970 : Les Sincères de Marivaux, mise en scène Jean-Pierre Grenier
- 1973 : Fantasio de Musset, mise en scène Patrice Alexsandre
- 1973 : La Grande Muraille de Max Frisch, mise en scène Jean-Pierre Miquel, Odéon
- 1974 : Le Prince travesti de Marivaux, mise en scène Daniel Mesguich
- 1974 : Phèdre de Jean Racine, mise en scène Antoine Bourseiller
- 1975 : Marie d'Isaac Babel, mise en scène Bernard Sobel, Théâtre de Gennevilliers
- 1976 : Le Prince de Hombourg de Kleist, mise en scène Jean Négroni
- 1978 : Visage de Sable (création collective) Mise en scène de Daniel Berlioux et Catherine Dasté, Théâtre de Sartrouville (La Pomme Verte)
- 1982 : La Dernière Nuit de l'été d'Alexeï Arbouzov, mise en scène Yves Bureau, Théâtre Édouard-VII
- 1986 : Les Oiseaux d'Aristophane, mise en scène Robert Bensimon, Théâtre Montansier, Versailles
- 1989 : Les Fausses Confidences de Marivaux, mise en scène Gildas Bourdet, La Salamandre (Lille), Créteil  Araminte
- 1990 : Un mouton à l'entresol de Labiche, mise en scène Gilles Cohen
- 1992 : Le Mystère de la Chambre Jaune d'après Gaston Leroux, mise en scène Gilles Cohen
- 1996 : La Bonne Âme du Se-Tchouan de Brecht, mise en scène Gildas Bourdet, La Criée, Théâtre de la Ville
- 1998 : Si je veux d'Isabelle Philippe, mise en scène Alain Sachs, Théâtre Rive gauche
- 2003 : À chacun sa vérité de Luigi Pirandello, mise en scène Bernard Murat, Centre national de création d'Orléans, Théâtre Antoine

### Mise en scène
- 1975 : Hermine ou la fleur merveilleuse, Parc Floral de Vincennes (adaptation et mise en scène)
- 1998 : Georges Perros, conférence imaginaire post-mortem, Centre Dramatique de Besançon (adaptation et mise en scène)
- 2004 : Dialogues de bêtes de Colette, Théâtre des Bouffes-Parisiens (adaptation et mise en scène)
- 2018 : Blessés de la face et du dedans de et avec Dominique Thomas  (direction d'acteur)

### Traduction pour le théâtre
- 1997 : Oncle Vania de Tchekhov (mise en scène Patrice Kerbrat). Théâtre Hébertot avec G.Desarthe, S.Labarthe, M.Seigner, J. Lescot
- Le Mariage de Gogol pour le Grand Kolossal Theatre
- Le Génie des Forêts de Tchekhov pour Gérard Desarthe
- Consultation auprès d'Anita Picchiarini pour Les Démons de Dostoievski
- Traduction première et dramaturgie pour La Bonne Âme du Se-Tchouan de Brecht, mise en scène Gildas Bourdet,

### Adaptation pour le doublage et sous-titres (entre autres)

#### Du russe
- Daywatch de Timur Bekhmambetov (Dnievnoï Dozor) (FOX)
- Nightwatch de Timur Bekhmambetov (Notchnoï Dozor) (FOX)
- The Owners de Adilkhan Yerzhanov
- Petit Frère de Serik Aprymov
- La maison à la tourelle de Eva Neymann
- Pussy Riot, une prière punk
- Vivre à Jaroslaw, de Moltchanov
- Alien Girl (FOX)
- SSD de V. Chmelev
- La maison des fous de Andreï Kontchalovski

#### De l'allemand
- Tony Erdman de Maren Ade
- Everyone else /Alle anderen de Maren Ade
- D'une vie à l'autre de Georg Maas
- L'usurpateur /  Der Hauptmann de Robert Schwenke
- Elser, un héros ordinaire de Oliver Hirschbegel
- Les Assassins sont parmi nous, Staudtke
- Sonnenallee, Leander Haussmann
- Baal de Brecht, Uwe Jansson

#### De l'anglais
- Joshua
- Molly Hartley
- Racines / Roots
- Shameless

Documentaires: pour France 5 et Arte, Acoustiguide London, British Museum, Guggenheim Bilbao, Fashion Museum Bath ...